# Márta Rudas
Márta Antal-Rudas (Debrecen, 14 febbraio 1937 – 6 giugno 2017) è stata una giavellottista ungherese.
Prese parte a tre edizioni dei Giochi olimpici: Roma 1960, Tokyo 1964 e Città del Messico 1968 posizionandosi, rispettivamente, nona, seconda e quarta.

## Palmarès
| Anno | Manifestazione  | Sede              | Evento                 | Risultato | Prestazione | Note |
| ---- | --------------- | ----------------- | ---------------------- | --------- | ----------- | ---- |
| 1960 | Giochi olimpici | Roma              | Lancio del giavellotto | 9ª        | 50,25 m     |      |
| 1964 | Giochi olimpici | Tokyo             | Lancio del giavellotto | Argento   | 58,27 m     |      |
| 1968 | Giochi olimpici | Città del Messico | Lancio del giavellotto | 4ª        | 56,38 m     |      |